# Bene (diritto)
Un bene in senso giuridico è qualsiasi entità materiale o immateriale giuridicamente rilevante e giuridicamente tutelata.

## Concetto di bene
La nozione di bene in senso giuridico va distinta dalla nozione di bene in senso economico; il primo concetto è infatti più ampio e ricomprende non solo i beni in senso economico ma tutti i beni che sono tutelati giuridicamente.
Per avere rilevanza giuridica i beni devono essere:
- patrimoniali, cioè devono avere un proprio valore economico;
- accessibili, cioè concretamente raggiungibili e utilizzabili da chiunque;
- limitati, cioè disponibili in natura in quantità limitata.

Ci sono cose che la natura offre in quantità, se non illimitata, certamente superiore ai bisogni dell'uomo e ai metodi nonché alla capacità di quantificazione dell'uomo, (exempla: la luce del sole, l'aria, l'acqua del mare), le res communes omnium: sono cose che appartengono a tutti o, ciò che è lo stesso, a nessuno, dal momento che nessuno ha interesse a stabilire con esse un rapporto di appartenenza, che ne riservi a sé l'uso con esclusione dell'uso degli altri.
Il diritto, il quale regola rapporti fra gli uomini, nelle molteplici manifestazioni della vita sociale, si occupa delle cose solo in quanto esse siano materia di possibile conflitto fra gli uomini.
Sono beni, per il codice civile italiano, soltanto “le cose che possono formare oggetto di diritti” (art. 810 c.c.). La nozione giuridica di bene è, in questo modo, reso interdipendente con il concetto di proprietà: sono beni le cose che l'uomo ha interesse a fare proprie, a fare oggetto di un proprio diritto, che escluda gli altri dalla loro utilizzazione.
La norma esclude anche che siano beni le cose che la legge vieti possano formare oggetto di diritti: le cose in relazione alle quali è legislativamente valutato come non degno di tutela l'interesse a stabilire un rapporto di appartenenza (come, ad esempio, le parti del corpo umano o le specie vegetali protette).
Sono beni, e in particolare beni mobili, le energie naturali, se “hanno un valore economico” (art. 814 c.c.). Il che vale a dire che esse sono beni se rese attive dall'uomo e cedute per un dato prezzo dal produttore al consumatore.
Per l'art. 810 c.c. sono beni le “cose”. Non ogni entità suscettibile di formare oggetto di diritto dunque, ma solo gli oggetti materiali o “corporali”. Questa conclusione emerge per induzione dalla disciplina legislativa dei beni, che è disciplina delle cose suscettibili di apprensione fisica, di materiale impossessamento. Solo per gli oggetti materiali il possesso da parte di un soggetto esclude il possesso di altri, la sua dominazione sulla cosa risulta incompatibile con quella di ogni altro soggetto (le energie appaiono quali cose corporali alla stregua del concetto che di queste avevano i Romani, ossia di cose che digito tetigere possumus).
A questi beni, che sono trovati dal diritto, si aggiungono altri che sono creati dal diritto (es. titoli di credito: l'interesse a stabilire con essi un rapporto di appartenenza nasce dal valore che il diritto, e solo il diritto attribuisce loro, riconoscendo al proprietario la titolarità del diritto in essi menzionato).
Sono beni le cose che “possono formare oggetto di diritti”, che sono astrattamente suscettibili di esserlo: sono beni perciò anche le cose di nessuno (res nullius), se e in quanto possono in forza dell'occupazione diventare oggetto di diritto e di proprietà.

## Classificazioni
La nozione di bene in senso giuridico può essere distinta in differenti categorie:

### Beni
Una prima distinzione (rappresentante la Summa Divisio) va posta tra beni mobili e beni immobili e beni mobili registrati:
- beni immobili sono il suolo e tutte le cose incorporate ad esso che se spostate modificherebbero la propria natura o utilità;

Ulteriore distinzione va fatta tra beni immobili per natura e beni immobili per determinazione di legge.
- beni mobili sono tutti gli altri beni.

In una posizione intermedia tra mobili ed immobili si trovano i beni mobili iscritti in pubblici registri. La loro legge di circolazione presenta forti analogie con quella degli immobili (sono ad esempio capaci di ipoteca), ma per ciò che non dispongano le norme che li riguardano, essi sono sottoposti alle norme proprie dei beni mobili (art. 815 c.c.). Rientrano in questa categoria autoveicoli, navi, aeromobili.
- beni mobili registrati sono i beni che hanno dei dati di identificazione (come la targa per le auto). Quello che differenzia tra di loro questi beni è il loro sistema di circolazione (cioè di trasferimento di proprietà); infatti i beni immobili e mobili registrati necessitano di atti redatti in forma scritta per essere trasferiti.

### Beni materiali e beni immateriali
La seconda distinzione riguarda i beni in senso materiale e beni in senso immateriale.
- Sono beni materiali (o corporali) le cose esistenti nel mondo fisico e suscettibili di percezione con sensi o strumenti materiali (es. un cane, un'automobile).
- Sono beni immateriali quei beni che non hanno materialità corporea e non sono quindi percepibili dai sensi umani; sono beni immateriali ad esempio le invenzioni e le opere dell'ingegno, gli strumenti finanziari, i diritti che possono essere oggetto di negoziazione[1]; è un bene immateriale anche il diritto d'autore su una canzone che hai scritto o sull'invenzione di un'opera. Qui entra in gioco il brevetto di sfruttamento, conosciuto meglio col nome di copyright.

Bisogna prestare attenzione, però, anche ad altri beni immateriali che non rientrano nello opere dell'ingegno, ma che sono necessariamente contemplati, tra i quali:
- L'avviamento di un'azienda già esistente (inteso come il suo valore e la sua capacità di produrre un utile maggiore rispetto ad un'azienda di nuova creazione
- I segni distintivi di un'azienda (marchio, ditta, insegna, nome a dominio)
- Le invenzioni oggetto di brevetto, licenza o concessione) (cfr. art. 2585 c.c., in relazione ai beni di proprietà industriale).[2]
- Le onde radio e le frequenze radiotelevisive.[3]

I beni non materiali vengono tutelati da diritti stilati all'interno del Codice della proprietà industriale (CPI). Tale codice, emanato con Decreto Legislativo 10 febbraio 2005, n. 30, ha introdotto nel sistema italiano una disciplina organica e strutturata in materia di tutela, difesa e valorizzazione dei diritti di proprietà intellettuale.
Il codice richiama i principi generali della Convenzione di Parigi del 1883 (primo trattato internazionale sui brevetti), che ad oggi rappresenta uno dei principali punti di riferimento per la disciplina internazionale della proprietà industriale.
Tra le principali caratteristiche possono essere annoverate:
- Diritto di marchio: secondo l'art.7 del CPI[6] possono costituire oggetto di registrazione come marchio d'impresa tutti i segni, in particolare le parole, compresi i nomi di persone, i disegni, le lettere, le cifre, i suoni, la forma del prodotto o della confezione di esso, le combinazioni o le tonalità cromatiche, purché siano atti a distingue i prodotti o i servizi di un'impresa da quelli di altre imprese e ad essere rappresentati nel registro in modo tale da consentire alle autorità competenti e al pubblico di determinare con chiarezza e precisione l'oggetto della protezione conferita dal titolare.

Il marchio, per essere considerato tale, deve avere delle caratteristiche: deve essere nuovo; deve essere ben distinto, nel senso che non è possibile sfruttare la fama di un altro marchio richiamandolo in qualche modo; deve essere lecito, ovvero non può essere contrario al buon costume e non può trarre in inganno il pubblico sulla tipologia del marchio stesso.
Una volta registrato, un marchio ha durata di 10 anni, che può essere rinnovato prima della scadenza, purché non si apportino modifiche.
Esistono due tipi di marchi per la precisione: il marchio registrato, che gode di una tutela presunta, e il marchio di fatto, tutelato solo se un giudice valuta, in base alla notorietà acquisita, di essere meritevole di tale tutela.
- Tutela del marchio registrato: secondo l'art. 20 del CPI[12] il titolare di un marchio registrato ha il diritto esclusivo di utilizzarlo. Questo divieto si applica se l'uso riguarda prodotti o servizi identici a quelli per cui il marchio è stato registrato, se può causare confusione per il pubblico, anche per associazione, o se il marchio è noto e l'uso del segno simile consente di trarre ingiusto vantaggio dalla sua fama o ne danneggia la distintività.
- Registrazione del marchio: l'art. 15 del CPI[13] stabilisce che i diritti esclusivi sui marchi d'impresa sono conferiti con la loro registrazione. La protezione del marchio si estende ai prodotti o servizi specificati nella registrazione e ai prodotti o servizi affini, con una durata di dieci anni. Eventuali rinunce del titolare diventano effettive solo dopo la loro annotazione nel registro ufficiale.

Ma oltre ai marchi, l'espressione dei diritti di proprietà industriale comprende anche altri segni distintivi. Fra questi, il nome a dominio di un sito Internet (domain name) ha assunto una particolare importanza con l'avvento della rete. Inizialmente fu tutelato dall'applicazione delle norme sull'insegna, ovvero attraverso la repressione degli atti di concorrenza sleale confusoria. La norma chiave può essere ravvisata nell'art. 22 del CPI, dove è infatti vietato adottare come ditta, denominazione o ragione sociale, insegna e nome a dominio di un sito usato nell'attività economica o altro segno distintivo un segno uguale o simile all'altrui marchio se, a causa dell'identità o dell'affinità tra l'attività di impresa dei titolari di quei segni ed i prodotti o servizi per i quali il marchio è adottato, possa determinarsi un rischio di confusione per il pubblico che può consistere anche in un rischio di associazione fra i due segni. La tutela esplicita del nome a dominio avvenne con la sostituzione della parola "aziendale" dalle attuali "di un sito usato nell'attività economica o altro segno distintivo".
- Diritto alle indicazioni geografiche e denominazioni d’origine: le indicazioni geografiche stabiliscono diritti di proprietà intellettuale per prodotti specifici, le cui qualità sono specificamente legate alla zona di produzione.

Tali possono essere: DOP, IGP, IG. Il sistema delle indicazioni geografiche dell'UE protegge i nomi di prodotti provenienti da regioni particolari e che possiedono qualità specifiche o godono di una reputazione legata al territorio di produzione.
- Diritto sul disegno e modelli: tutela l’aspetto dell’interno prodotto o di una sua parte, in particolare delle caratteristiche delle linee, dei contorni, dei colori, della forma, della struttura superficiale ovvero dei materiali di cui è composto; praticamente cura il design del prodotto. È il design del prodotto che è nuovo, di carattere individuale (idoneo a suscitare nel pubblico un'idea di novità) e lecito. È tutelato dal diritto di utilizzare e di vietare ad altri di utilizzare il disegno o modello e qualunque disegno o modello che non produca nell'utilizzatore informato una impressione generale diversa. Dura 5 anni, rinnovabili in un massimo di 25 anni. A livello europeo può essere utilizzato in modo esclusivo per 3 anni anche se non si registra.[18]
- Diritto sulle invenzioni biotecnologiche: le invenzioni biotecnologiche si riferiscono alle tecniche che utilizzano organismi viventi, o loro parti, per realizzare o modificare dei prodotti, ovvero per migliorare o modificare certe, o tutte le, caratteristiche di piante, o animali, per sviluppare microrganismi, od organismi destinati ad usi specifici. La privativa a livello italiano consegue al deposito di una domanda telematica all’UIBM o in forma cartacea alle Camere di Commercio. In Italia la durata della tutela è generalmente di 20 anni.[19]

Per tali invenzioni, salvo quanto prescritto specificatamente, si applicano le norme relative ai brevetti per invenzione.
- Diritto sui modelli di utilità: sono nuovi modelli atti a conferire particolare efficacia o comodità di applicazione o di impiego a macchina, o parti di esse, per nuovi modelli consistenti in particolari conformazioni, disposizioni, configurazioni o combinazioni di parti. Si tratta di invenzioni minori, ma che “meritano” comunque una tutela adeguata.

Il diritto dura 10 anni e la domanda si ottiene depositando un brevetto per modello di utilità, con valenza nazionale
- Diritto sulle topografie dei prodotti a semiconduttori (dove per prodotto a semiconduttori si intende un prodotto capace di svolgere una funzione elettronica, costituito da un insieme di strati, di cui almeno uno è un semiconduttore.

L’oggetto della tutela è quindi la struttura tridimensionale risultante dal collegamento degli strati di cui è composto un prodotto a semiconduttore e non il software in esso incorporato.
I diritti esclusivi (di riproduzione e sfruttamento commerciale) durano 10 anni a decorrere o dalla data di deposito della domanda, o dalla data alla data del primo sfruttamento commerciale della topografia in una qualsiasi parte del mondo.
- Diritto sulle informazioni segrete (informazioni aziendali ed esperienze tecnico-industriali, comprese quelle commerciali): i caratteri principali di tali informazioni sono la sua segretezza (ed il fatto che siano sottoposte a misure di sicurezza affinché rimangano tali) ed il valore economico.(Accordi di riservatezza - NDA)

Grazie a questo diritto è possibile fermare la disciplina della concorrenza sleale, in quanto il detentore delle informazioni può vietare a terzi di acquisire e rivelare ad altri queste informazioni, salvo il suo consenso.
- Diritto sulle nuove varietà vegetali: tale diritto protegge l'insieme delle varietà vegetali appartenenti a categorie in minor numero.

Il titolare di tale diritto può produrre (e riprodurre), offrire, vendere, esportare o importare. Il diritto dura venti anni, trenta per alberi e viti.
- Diritto sul brevetto per invenzione

### Beni fungibili e beni infungibili
La terza distinzione si rapporta a valutazioni economico-sociali, spesso contrastanti con i criteri delle scienze fisiche o naturali.
- Sono beni fungibili quei beni che possono essere sostituiti indifferentemente con un altro, per qualità e quantità, in quanto non interessa avere proprio quel bene specifico, per questo motivo possono anche essere chiamati beni intercambiabili

Per essere fungibile un bene deve equivalere sia nella qualità, che nella quantità di valore di un altro suo simile, svolgendone dunque la medesima funzione economica.
I beni fungibili sono citati nell’art. 2426, comma 10 del codice civile:
La norma parla dei beni fungibili in relazione alla loro valutazione economica di bilancio, in particolare per quanto riguarda il calcolo delle rimanenze.
Trattandosi di beni intercambiabili, il loro valore è calcolato utilizzando i metodi standardizzati come: Costo Medio Ponderato, LIFO, FIFO.
Alcuni principali esempi di beni fungibili possono essere il denaro, i beni di prima necessità o i beni prodotti in serie.
Il denaro è l'esempio più facile di bene fungibile, in quanto è intercambiabile dal punto di vista delle unità che lo compongono, ed è considerato per la sua quantità di valore e non per le caratteristiche fisiche delle sue componenti unitarie (in altri termini: ogni banconota è sostituibile con qualsiasi altra, se facente parte del medesimo taglio).
- Sono beni infungibili quei beni unici fra quelli del suo genere per una caratteristica particolare e che non consente di averne altri simili (es. un quadro di Picasso, l'originale è unico).

Come diretta conseguenza, i beni infungibili sono insostituibili, in quanto in possesso di caratteristiche fisiche uniche in grado di rendere il singolo bene sensibilmente diverso da qualsiasi altro, ed inoltre poiché c'è una valutazione di unicità da parte dei soggetti.
Alcuni principali esempi di beni infungibili possono essere le case, i terreni o anche i lavori su misura..

### Beni consumabili e beni inconsumabili
- Beni consumabili: sono quelli che non possono arrecare utilità senza perdere la loro individualità.

In parole povere sono quei beni che semplicemente si consumano con l'utilizzo (caratteristica di tutto ciò che esiste in natura); tali beni esauriscono la loro funzione nel momento in cui vengono consumati.
L'unicità del bene può essere definita a partire dalle sue caratteristiche fisiche, sia da vincoli di natura giuridica (un esempio di bene consumabile può essere un litro di benzina).
- Beni inconsumabili: sono quelli suscettibili di plurime utilizzazioni senza essere distrutti nella loro consistenza.

Attenzione: il concetto di bene inconsumabile non corrisponde al concetto di bene indistruttibile (per motivi naturali), questo ci garantisce che la definizione di beni inconsumabili sia dia natura prettamente giuridica e non fisica.